# 考吉爾斯角 (特拉華州)
考吉爾斯角（英語：Cowgills Corner）是位於美國特拉華州肯特縣的一個非建制地區。

## 地理
考吉爾斯角的座標為39°11′45″N 75°28′49″W / 39.19583°N 75.48028°W，而該地的平均海拔高度為6米（即20英尺）。